# Llibre de la guarició

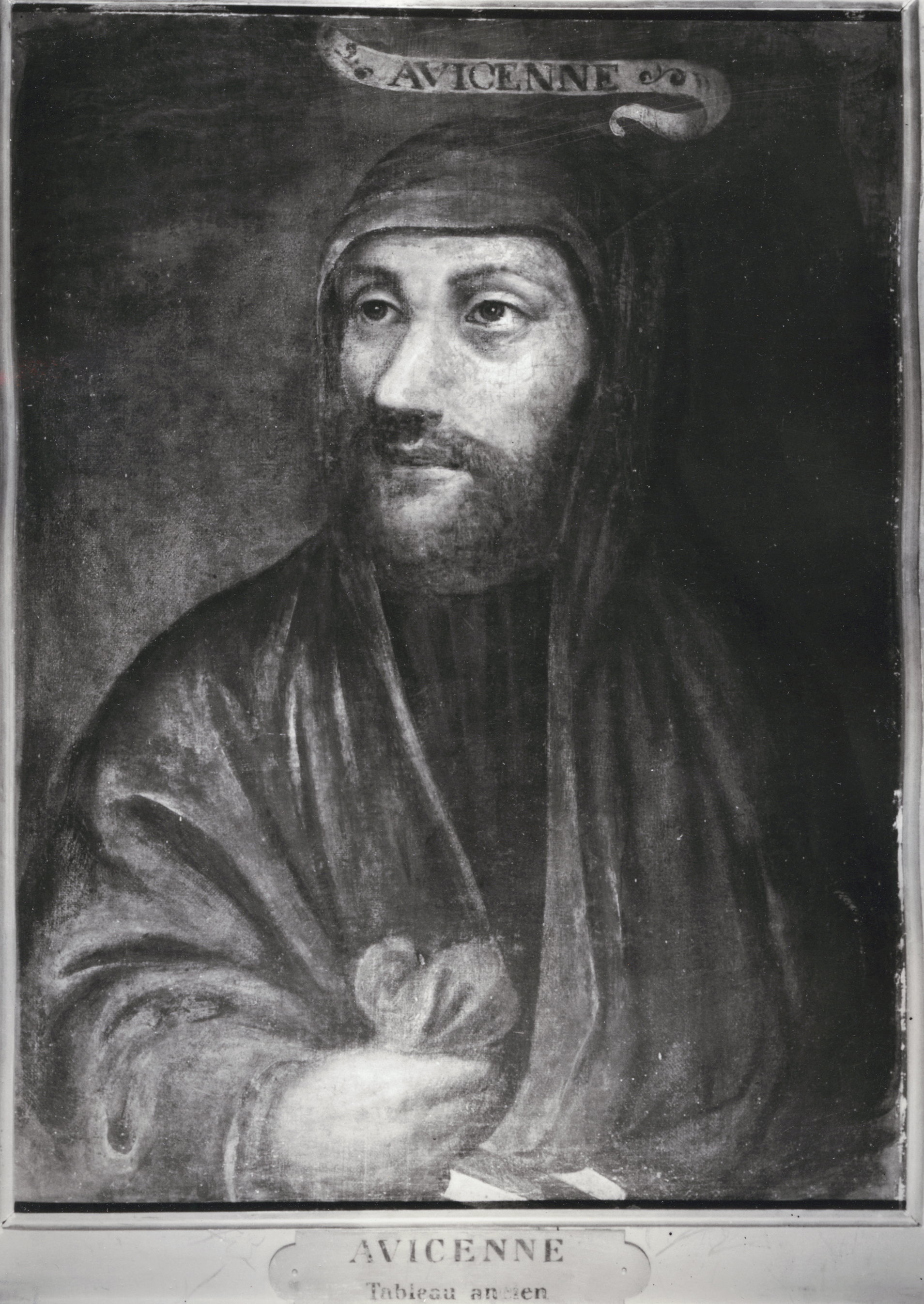
Avicenna

El Llibre de la guarició (en àrab romanitzat: Kitāb al-Šifāʾ, en llatí: Sufficientia, a vegades Llibre de la curació de l'ànima) és una enciclopèdia científica i filosòfica escrita per Avicenna, a prop de Bukharà, a Transoxiana. Molt probablement començà el llibre el 1014 i el va acabar cap al 1020, abans de publicar-lo el 1027.
Aquest llibre és el principal d'Avicenna sobre ciència i filosofia, destinada a "guarir" el desconeixement de l'ànima. Així, malgrat el títol, no s'interessa pas per la medicina, al contrari del que tracta en el Qanûn (Cànon de la Medicina).
L'obra es divideix en quatre parts: lògica, ciències naturals, matemàtiques (un quadrívium d'aritmètica, geometria, astronomia i música) i metafísica. Està influenciat per filòsofs grecs antics com ara Aristòtil, pensadors hel·lenístics com Claudi Ptolemeu i científics i filòsofs perses i àrabs anteriors, comara Al-Kindí, Al-Fârâbí i Al-Biruní.

## Ciència

### Astronomia
En astronomia, l'obra proposa la teoria que Venus és més a prop de la Terra que del Sol.

### Química
La teoria de la formació de metalls d'Ibn Sina uneix la teoria del sofre i del mercuri de Jàbir ibn Hayyan de l'alquímia islàmica (tot i que és un crític de l'alquímia) amb les teories mineralògiques d'Aristòtil i Teofrast. Crea una síntesi d'idees sobre la naturalesa dels estats minerals i metàl·lics.

### Ciències de la Terra

#### Geologia
Stephen Toulmin i June Goodfield van comentar l'any 1965 sobre la contribució d'Avicenna a la geologia, i en destacaren la seua hipòtesi per a la formació de les serralades que estava molt avançada al seu temps.
Paleontologia
Avicenna també contribueix a la paleontologia explicant per què els fòssils tenen aspecte de pedra. Aristòtil ho havia explicat abans en termes d'exhalacions vaporoses, que Avicenna modifica en la teoria dels fluids petrificants (succus lapidificatus). Aquesta obra, la va continuar Albert el Gran al segle xiii i fou acceptat de per la majoria de naturalistes al segle xvi.

Avicenna escrigué aquesta observació sobre les teories de l'època sobre fòssils i la petrificació de plantes i animals:
"Si és veritat allò que es diu sobre la petrificació d'animals i plantes, la raó d'aquest fenomen és una virtut poderosa, mineralitzant i petrificant. Sorgeix en certs indrets pedregosos, o emana de sobte de la terra, durant els terratrèmols o les ensulsiades. Petrifica tot allò que s'hi posa en contacte. De fet, la petrificació dels cossos de les plantes i dels animals no és més extraordinària que la transformació de l'aigua”.

### Psicologia
En El llibre de la guarició, Avicenna examina la ment, la seua existència, la relació cos-ment, les sensacions i la percepció, etc. Recorda que, en el nivell més comú, la influència de la ment sobre el cos pot veure's en els moviments voluntaris, ja que el cos obeeix sempre que la ment vol moure'l. A més a més, explica que el segon nivell de la influència de la ment sobre el cos ve de les emocions i la voluntat. A tall d'exemple, opina que si es col·loca un tauló de fusta com a pont sobre un avenc, una persona tindria dificultats per creuar-lo si no s'imaginàs poder creuar-lo sense caure.
Escriu que les emocions negatives fortes poden tenir un efecte negatiu en les funcions vegetatives de l'individu, i fins i tot poden provocar-li la mort en certs casos. També parla de la hipnosi (al Wahm al-Amil), i afirma que es poden crear condicions en una altra persona perquè accepte la realitat de la hipnosi. Avicenna fou el primer a dividir la percepció humana en cinc sentits externs (els sentits clàssics de l'oïda, la vista, l'olfacte, el gust i el tacte coneguts des de l'edat antiga) i els cinc sentits interns que ell mateix descobreix: :366
1. sensus communis (sentit comú), que integra dades sensorials en percepcions;
2. la facultat imaginativa, que conserva les imatges perceptives;
3. imaginació, que actua sobre aquestes imatges combinant-les i separant-les, servint de saviesa a l'intel·lecte pràctic;
4. wahm (instint), que percep qualitats (com ara el bé i el mal, l'amor i l'odi, etc.) i constitueix la base del caràcter d'una persona, estiga o no influenciada per la raó;
5. ma'ni (intencions), que guarda totes aquestes nocions en la memòria.

Avicenna també dona explicacions psicològiques per a determinades malalties, sovint vinculant-les a la psicologia. Descriu la malenconia com un tipus de trastorn de l'estat d'ànim en què la persona pot desconfiar i crear certs tipus de fòbies. Afirma que la ira anuncia el pas de la malenconia a la mania. Creu que la humitat dins del cap pot contribuir a trastornar l'estat d'ànim. Reconeix que això passa quan canvia la quantitat de respiració: la felicitat augmenta la respiració, i això comporta un augment de la humitat a dins del cervell; si aquesta humitat, però, supera els seus límits, el cervell perd el control de la racionalitat i això provoca trastorns mentals. També escriu sobre els símptomes i tractaments del malson i l'epilèpsia, entre d'altres.
Avicenna utilitzava sovint mètodes psicològics per tractar els pacients. Un exemple és quan un príncep persa pateix malenconia, imaginant-se que és una vaca. Es burla i crida: "Mata'm perquè de la meua carn es faça un bon guisat", i no vol mai menjar res. Avicenna envia un missatge al pacient, demanant-li que siga feliç quan el carnisser ve a matar-lo, i el pacient s'alegra. Quan Avicenna s'acosta al príncep amb un ganivet a la mà, li pregunta: "on és la vaca per poder-la matar?". Aleshores, el pacient imita la vaca per indicar on és i s'estira a terra per ser sacrificada. Quan Avicenna s'acosta al pacient, fent veure que és a punt per matar-lo, diu que la vaca està massa prima i no està llesta per a menjar-se-la. Així que demana que s'alimente correctament. Llavors se li ofereix menjar al pacient, que menja amb ganes i, recuperant forces, a poc a poc, s'allibera del seu transtorn.

## Filosofia
En el món islàmic medieval (edat d'or de l'islam), a causa de l'èxit de la reconciliació d'Avicenna de l'aristotelisme i el neoplatonisme amb Kalâm, l'avicennisme esdevingué la principal escola de filosofia islàmica al segle xii. Avicenna és així una autoritat en filosofia.
L'avicennisme també va ser influent a l'Europa medieval, especialment les seues doctrines sobre la naturalesa de l'ànima i la diferenciació entre existència i essència. Va ser objecte de debat i de censura per l'escolàstica escolar. Aquest és sobretot el cas de París, on l'avicennisme va ser prohibit l'any 1210. La seua psicologia musulmana i la seva teoria del coneixement, però, influïren en Guillem d'Alvèrnia i Albert el Gran, mentre que la seua metafísica va influir en el pensament de Tomàs d'Aquino.

### Lògica
Avicenna tracta extensament el tema de la lògica en la filosofia islàmica en els seus estudis i crea el seu propi sistema de lògica conegut com a "lògica avicenniana", presentat com una alternativa a la lògica aristotèlica tradicional. Al segle xii, la lògica d'Avicenna va substituir la lògica aristotèlica com el sistema lògic dominant al món islàmic. Després de les traduccions al llatí del segle XII, els seus escrits sobre lògica tingueren una influència important en escriptors medievals occidentals com ara  Albert el Gran.
Escriu sobre el sil·logisme hipotètic i sobre el càlcul proposicional: tots dos formen part de la tradició lògica estoica. Proposa una teoria original del sil·logisme "temporalment modulada" i fa ús de la lògica inductiva, com ara els mètodes d'acord, diferència i variació concomitant que són essencials per al mètode científic.
La primera metafísica islàmica, imbuïda de teologia musulmana, distingeix més clarament que l'aristotelisme entre l'essència i l'existència: mentre l'existència és l'àmbit del contingent i de l'accident, l'essència persisteix en un ésser més enllà de l'accident. La filosofia d'Avicenna, especialment la part relacionada amb la metafísica, deu molt a al-Farabí.
Catégorie:Article à référence nécessaire
Seguint l'exemple d'aquest darrer, Avicenna engega una recerca de ple dret sobre la qüestió de l'ésser, en què diferencia entre l'essència (mahiat) i l'existència (wujud). Argumenta que el fet de l'existència no es pot deduir ni explicar pas per l'essència de les coses existents, i que la forma i la matèria per si mateixes no poden interactuar i produir el moviment de l'univers o a l'actualització progressiva de les coses existents. L'existència, doncs, s'ha de deure a una causalitat que necessita, dona, pren o afegeix existència a una essència. Per a fer-ho, la causa ha de ser una cosa existent i coexistir amb el seu efecte.
La prova d'Avicenna de l'existència de Déu és el primer argument ontològic, que ofereix en la secció "Metafísica" del Llibre de la curació. Aquest és el primer intent d'emprar el mètode de la demostració a priori, que només utilitza la intuïció i la raó. La seua prova és única perquè es pot classificar com un argument cosmològic i un d'ontològic.
Es considera ontològic en tant que "l'existència necessària en l'intel·lecte és la primera base de l'argument a favor d'un Existent necessari".
La prova també és cosmològica perquè "la major part n'està dedicada a l'argument que les existències contingents no poden pas ser autosuficients i han de donar lloc a una Existència Necessària".

### Filosofia de la ciència
En la secció "Al-Burhan" (La demostració) del llibre, Avicenna parla de la filosofia de la ciència i descriu un mètode científic primerenc. Recorda Segons analítics d'Aristòtil i se n'allunya significativament en diversos punts. Avicenna explica la qüestió d'una metodologia escaient per a la recerca científica i la pregunta "Com adquirim els primers principis d'una ciència?". Pregunta com un científic arriba als axiomes i hipòtesis inicials d'una ciència deductiva.
Explica que la situació ideal és aquella en què captem que "hi ha una relació entre els termes, que permetria una certesa absoluta i universal". Llavors, Avicenna afegeix dos mètodes més per arribar als primers principis: l'antic mètode aristotèlic d'inducció (istiqra) i el mètode d'examen i experiment (tajriba). Avicenna critica la inducció aristotèlica, argumentant que "no condueix a les premisses absolutes, universals i certes que pretén proporcionar". En el seu lloc, desenvolupa un "mètode d'experimentació com a mitjà d'investigació científica".